# Лидзбарк (гмина)
Лидзбарк (пол. Lidzbark) — городско-сельская гмина (волость) в Польше, входит как административная единица в Дзялдовский повет, Варминьско-Мазурское воеводство. Население — 14 542 человека (на 2004 год).

## Демография
| Перепись                       | Всего   | Всего | Женщины | Женщины | Мужчины | Мужчины |
| ------------------------------ | ------- | ----- | ------- | ------- | ------- | ------- |
| Единицы                        | человек | %     | человек | %       | человек | %       |
| Население                      | 14 542  | 100   | 7391    | 50,8    | 7151    | 49,2    |
| Плотность населения (чел./км²) | 56,9    | 56,9  | 28,9    | 28,9    | 28      | 28      |

## Поселения
1. Адамово
2. Белк
3. Бернаты
4. Борувно
5. Брыньск
6. Брыньск-Островы
7. Брыньск-Шляхецки
8. Хелсты
9. Цибуж
10. Цеханувко
11. Дембовец
12. Старе-Длутово
13. Глинки
14. Ямельник
15. Елень
16. Келпины
17. Клёново
18. Коты
19. Курояды
20. Лидзбарк-Надлесництво
21. Маршевница
22. Милостайки
23. Ницк
24. Нове-Длутово
25. Новы-Двур
26. Новы-Зелюнь
27. Ольшево
28. Островы
29. Пясечно
30. Подцибуж
31. Сарня-Гура
32. Слуп
33. Тарчины
34. Ваврово
35. Вомперск
36. Влевск
37. Залесе
38. Здроек
39. Зелёнка

## Соседние гмины
1. Гмина Бартничка
2. Гмина Бжозе
3. Гмина Гужно
4. Гмина Гродзично
5. Гмина Любовидз
6. Гмина Плосница
7. Гмина Рыбно